# Bob Wilkins
Bob Wilkins (11 april 1932 - 7 januari 2009) was een Amerikaanse televisiepersoonlijkheid. Wilkins was het best bekend als de bedenker en gastheer van een populaire tv-show genaamd Creature Features dat liep op KTVU in de San Francisco Bay Area van 1971 tot 1982. In deze show werden veel klassieke horror- en sciencefictionfilms uitgezonden zoals Plan 9 From Outer Space en Night of the Living Dead. Deze laatste maakte zelfs zijn tv-debuut in de show. Als gastheer van de show, werden zijn droge humor en altijd aanwezige sigaar zijn handelsmerken. 

## Biografie
Bob Wilkins begon zijn on-camera televisiecarrière in 1963 bij KCRA in Sacramento. Hij was bezig met het schrijven en produceren van commercials voor het station toen hij in 1964 werd gevraagd een tabbladgedeelte in te vullen als gastheer voor een filmshow. Op 10 september 1966 kreeg Bob Wilkins zijn eigen tijdslot, hosting Seven Arts Theater, direct na het nieuws van 11 uur. Op 9 januari 1971 huurde KTVU hem voor het presenteren van de Bay Area versie. 
In 1978 lanceerde Wilkins een kinderprogramma genaamd KTVU Captain Cosmic, waarin verschillende sci-fi-figuren centraal stonden zoals spectreman, de Space Giants, Ultraman, en Johnny Sokko. Wilkins focuste zich vooral op de invoer van Japanse series, maar gebruikte ook Amerikaanse producties zoals Flash Gordon. Wilkins werd nooit op de aftiteling van het programma vermeld, maar de fans van zijn Creature Features programma herkenden hem onmiddellijk. Zijn sidekick op deze show was een robot genaamd 2T2, die sterk leek op R2D2 uit de Star Wars-films. 
Op 24 februari 1979 deed Wilkins afstand van de Creature Features. Hij vervolgde zijn Seven Arts programma op KTXL. In 2007 ging Wilkins met pensioen, en verhuisde hij naar Reno (Nevada). 
Op 14 augustus 2007 hoorde Wilkins dat hij leed aan de ziekte van Alzheimer. Hij verhuisde terug naar Sacramento, alwaar hij in 2009 overleed.